# Consulado General del Perú en Tokio
El Consulado General del Perú en Tokio es una misión consular del Perú ubicada en la capital de Japón. En esta ciudad, la sección consular peruana tiene el estatus de consulado general aparte de la embajada.

## Cónsules generales
- Edgar Eduardo Gómez-Sánchez Gutti (hasta 2002)[2]
- Carlos Alberto Yrigoyen Forno (2002-2003)[3]
- Héctor Francisco Matallana Martínez (2004-2007)[4][5]
- Edgar Eduardo Fernando Gómez-Sánchez Gutti (2007-2011)[6]
- Julio Arturo Cárdenas Velarde (2011-2014)[7][8][9]
- Jorge Arturo Jallo Sandoval (2014-2019)[8][10]
- Alexis Paul Aquino Albengrin (2019-2021)[10][11]
- Anne Maeda Ikehata (2021-2022)[11]

## Galería

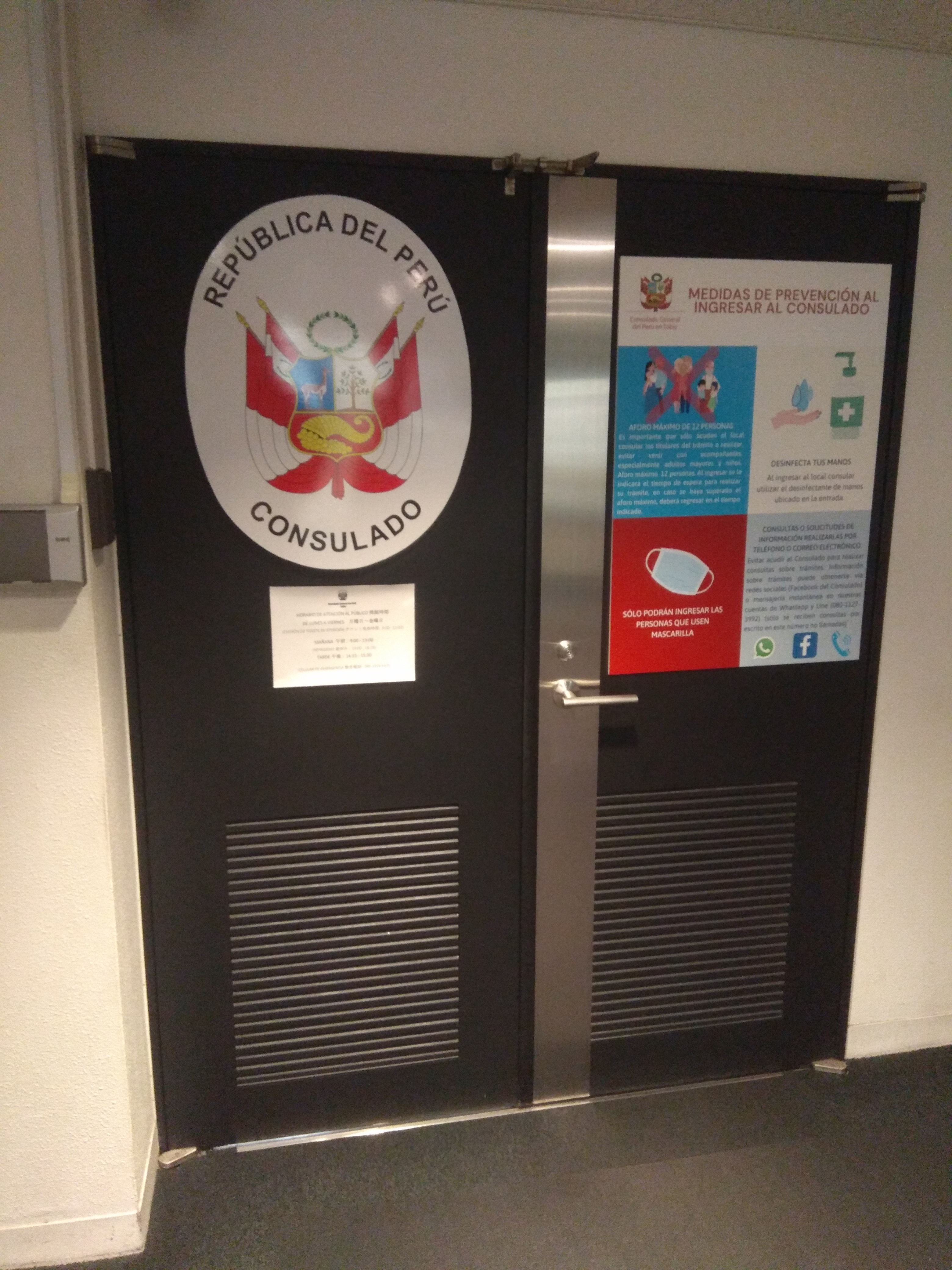
Puerta de entrada del Consulado General del Perú en Tokio
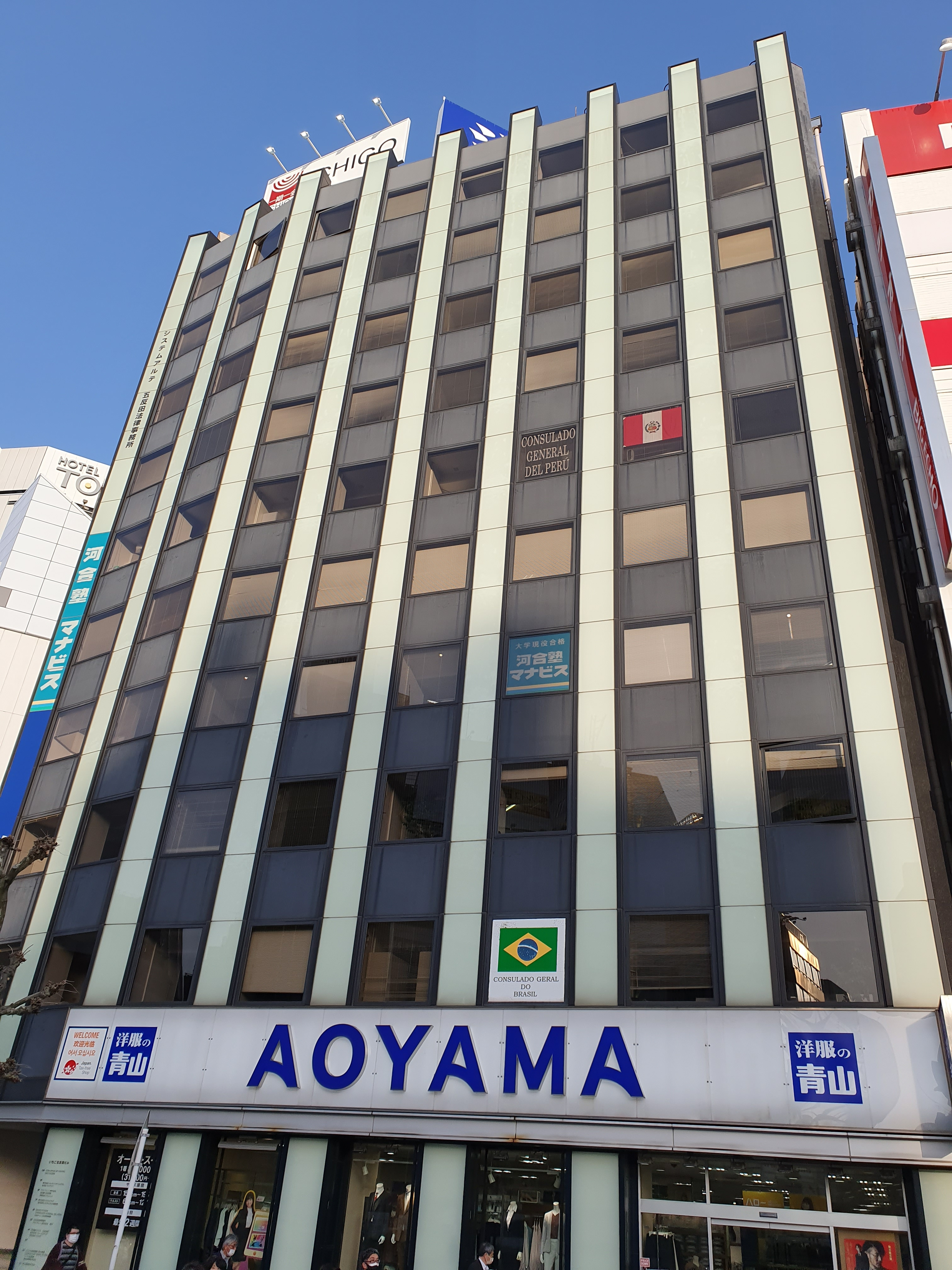
Edificio que alberga los Consulados Generales del Perú y Brasil en Tokio
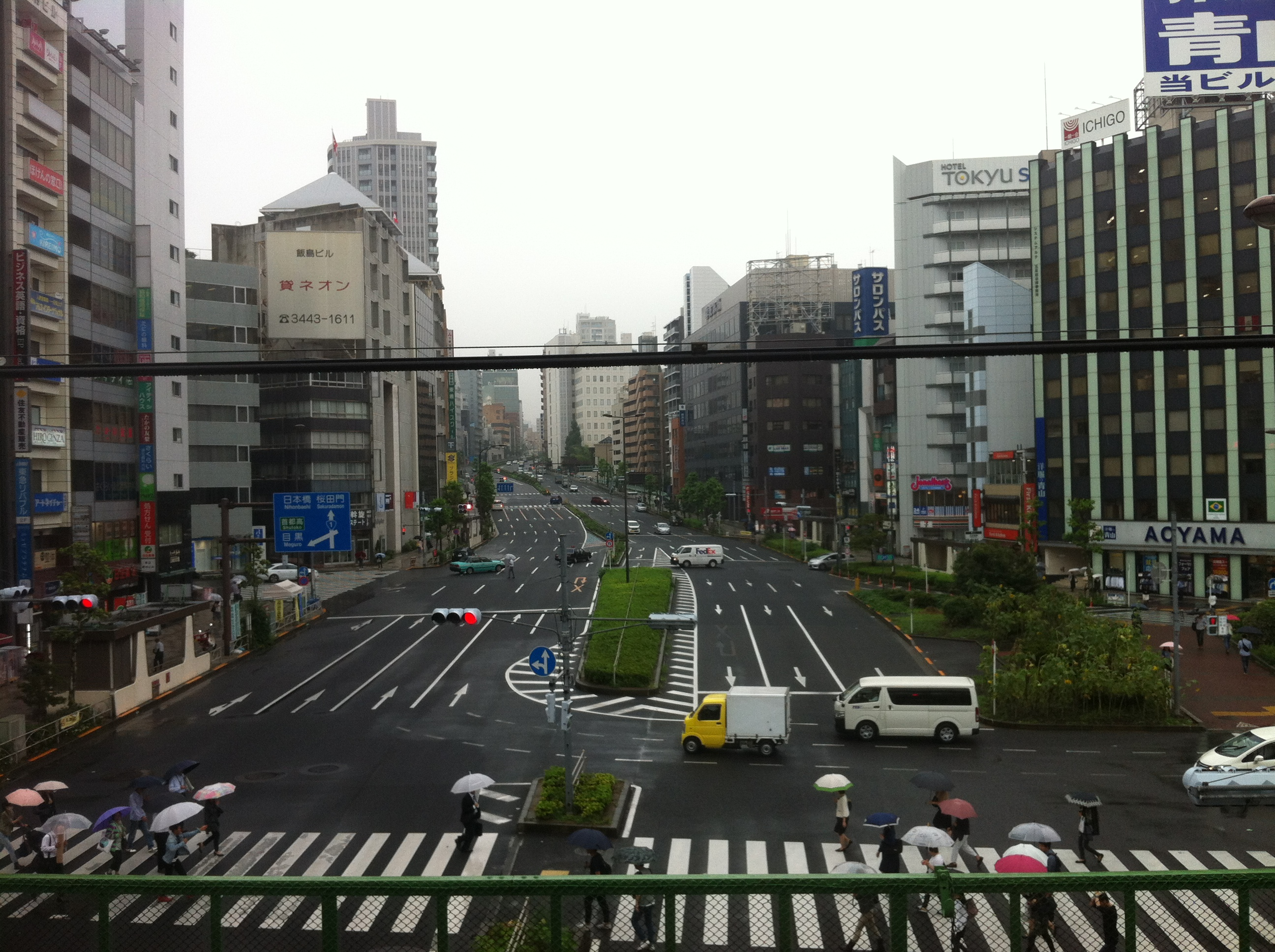
Vista del edificio que alberga el Consulado General del Perú desde el andén de la Estación de Gotanda